# Zygositet
Zygositet er graden af overensstemmelse mellem alleler for et træk i en organisme.
Homozygositet forekommer, når to alleler på et kromosompar er ens. Heterozygositet er modsat når de to alleler på et kromosompar ikke er ens.
| Naturvidenskab | Spire Denne naturvidenskabsartikel er en spire som bør udbygges. Du er velkommen til at hjælpe Wikipedia ved at udvide den. |